# Burdur

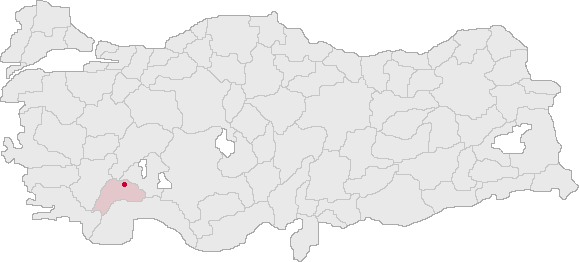
Współczesna turecka prowincja Burdur

Burdur – miasto w południowo-zachodniej Turcji, centrum administracyjne prowincji o tej samej nazwie.
Według danych na rok 2000 miasto zamieszkiwało 63 363 osób, a według danych na rok 2004 całą prowincję ok. 253 000 osób. Gęstość zaludnienia w prowincji wynosiła ok. 37 osób na km².